# Förkastningssjö
Förkastningssjö (ibland gravsänkesjö) är en insjö som uppkommit genom att vatten samlas i en gravsänka, ett område som bildats genom förkastning.